# Jorge José Emiliano dos Santos
Jorge José Emiliano dos Santos (Rio de Janeiro, 19 marzo 1954 – Rio de Janeiro, 21 febbraio 1995) è stato un arbitro di calcio brasiliano.

## Biografia
Cominciò la sua carriera come arbitro di Beach Soccer sulle spiagge di Rio de Janeiro, dove non sempre si giocava senza violenza. Fu lì che ottenne il suo soprannome, Margarida, ovvero Margherita. A partire dal 1988 iniziò ad arbitrare nella massima serie brasiliana, e debuttò arbitrando il match fra Flamengo e Volta Redonda Futebol Clube, all'Estadio de Gávea, proprio a Rio. Nello stesso anno, balzò agli onori della cronaca e dei media poiché fu il primo arbitro brasiliano di prima divisione pubblicamente dichiarato omosessuale. Nel 1989 ebbe un incidente durante l'inizio della sesta coppa di Calcio femminile all'Estadio Caio Martins: dopo aver ricevuto un'offesa da una calciatrice, perse il controllo e la colpì. Da lì scaturì una grossa rissa, e fu obbligato a fuggire dai giocatori che tentavano di inseguirlo. Tuttavia, il giorno dopo si scusò con la calciatrice con un fiore.
A parte che per le sue qualità come arbitro, divenne celebre grazie allo stile teatrale e danzante con il quale si muoveva lungo il campo da gioco. Quando una delle squadre segnava una rete, ad esempio, tornava saltellando di spalle verso il centro del campo, e quando un giocatore commetteva fallo, lanciava piccole grida. Era, nonostante ciò, molto rispettato dai giocatori. Usava dire «Potrò anche essere una margherita fuori dal campo, ma qui sono un macho.»
Era universalmente noto fra i tifosi brasiliani per questi suoi atteggiamenti curiosi e irriverenti, ma sempre giusti e imparziali. Era molto amato anche dal pubblico, che gradiva le sue sceneggiate, anche se non riuscì mai a diventare un arbitro internazionale.
Il 21 febbraio 1995 morì per complicazioni relative all'AIDS, malattia da cui era affetto da tempo.
Emiliano Dos Santos è anche uno dei modelli usati dall'arbitro eterosessuale Clésio Moreira dos Santos per creare il personaggio Margarida, che è diventato famoso grazie ad un noto video su YouTube., che mostra alcune scene di una partita di calcio in cui mostra il suo particolare modo di correre e di ammonire i giocatori.